# زیردریایی کلاس-بی (بریتانیا)
زیردریایی کلاس-بی (بریتانیا) (به انگلیسی: British B-class submarine) یک کلاس از زیردریایی است که طول آن ۱۴۲ فوت ۲٫۵ اینچ (۴۳٫۳ متر) می‌باشد.